# Wikipédia en bachkir
Wikipédia en bachkir (en bachkir : Башҡорт Википедияһы [Başķort Vikipediya]) est l’édition de Wikipédia en bachkir, langue kiptchak parlée en Bachkirie (aujourd'hui Bachkortostan) située en Russie. L'édition est lancée officiellement en juin 2002, mais dans les faits en avril 2005. Son code est : ba.
Au 20 mars 2025, l'édition en bachkir contient 63 790 articles et compte 43 766 contributeurs, dont 84 contributeurs actifs et 4 administrateurs.

## Présentation
L'édition en bachkir a été lancée le 2 juin 2002, mais le premier article, Bachkirie, a été écrit le 16 avril 2005.
Des bots sont utilisés pour le développement de l'édition.

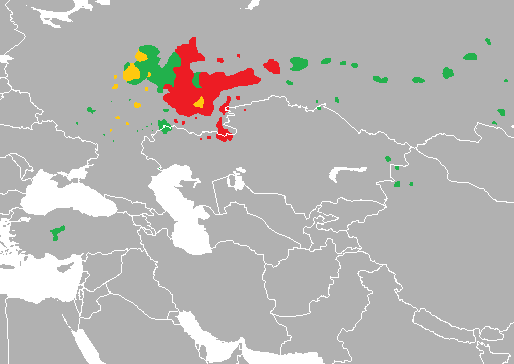
Répartition géographique du bachkir (en rouge sur la carte).

## Statistiques
- L'édition en bachkir compte, au 9 février 2015, 33 816 articles et 11 411 utilisateurs enregistrés[4], ce qui en fait la 82e[5] édition linguistique de Wikipédia par le nombre d'articles et la 134e[6] par le nombre d'utilisateurs enregistrés, parmi les 287 éditions linguistiques actives.
- Le 22 septembre 2022, elle contient 60 530 articles et compte 35 718 contributeurs, dont 87 contributeurs actifs et 7 administrateurs.
- Le 7 août 2024, elle contient 63 725 articles et compte 42 053 contributeurs, dont 61 contributeurs actifs et 5 administrateurs.
- Le 23 septembre 2024, elle contient 63 740 articles et compte 42 408 contributeurs, dont 69 contributeurs actifs et 5 administrateurs.